# Philip Hammond
Philip Hammond, född 4 december 1955 i Epping, Essex, är en brittisk konservativ politiker. 
Hammond var Storbritanniens finansminister från den 13 juli 2016 till den 24 juli 2019. Tidigare var han Storbritanniens utrikesminister från den 15 juli 2014, Storbritanniens försvarsminister från den 14 oktober 2011 samt transportminister i regeringen Cameron mellan 2010 och 2011. Han representerar valkretsen Runnymede and Waybridge i brittiska underhuset sedan 1997.